# クルカ川
クルカ川（クロアチア語: Krka）は、クロアチア、ダルマチア地方を流れる河川である。総延長は73キロメートルであり、スクラディンスキ・ブク (Skradinski buk) と呼ばれる多数の滝で知られる。
川の源泉はクロアチアとボスニア・ヘルツェゴビナの国境の近く、ディナル・アルプス山脈のふもとにある。川はダルマチア内陸部（ダルマティンスカ・ザゴラ）地方のクニンを通って南下し、スクラディン (Skradin) 付近でアドリア海に出る。川沿いにローマ・カトリック教会のヴィソヴァツ修道院 (Visovac Monastery) とセルビア正教会のクルカ修道院 (Monastery Krka) がある。
途中にはスクラディンスキ・ブク (Skradinski buk) と呼ばれる有名な多数の滝があり、クルカ国立公園の一角をなしている。スクラデンスキ・ブクにはクロアチアで初の水力発電所が設けられた。この水力発電所は、近接するシベニクに1895年8月28日から電力を供給し始め、シベニクは世界で初めて水力による電力供給を受ける町となった（ナイアガラ滝近くのアダムス電力発電所はこれより3日早い8月25日に操業開始したが、バッファローまでの送電線路は1年以上後の1986年11月16日までなかった）。

## 支流
- チコラ川